# León Darío Muñoz
León Darío Muñoz Hernández, mais conhecido apenas como Muñoz (Medellín, 21 de fevereiro de 1977), é um ex-futebolista colombiano que atuava como atacante.
Praticamente um ponta-direita à moda antiga, seu futebol se caracterizava pelas rápidas arrancadas e bom poder ofensivo, apesar de ter sofrido com excesso de peso e algumas contusões. Obteve relativo destaque no Brasil jogando pelo Palmeiras de 2001 a 2006.
Atualmente, trabalha no ramo imobiliário na Colômbia. Também é agente FIFA e empresaria jogadores jovens.

## Carreira
Muñoz começou sua carreira profissional pelo pequeno Envigado em 1995, passando em seguida por outras duas agremiações colombianas, o Atlético Nacional e o Deportes Quindío.
Chegou ao Palmeiras em 2001 por empréstimo no valor de 500 mil dólares.
Foi campeão da Série B em 2003.
Em um treino em abril de 2004, Muñoz acertou um soco que tirou sangue do nariz do goleiro Marcos. No mesmo ano, teve uma contusão grave no joelho.
Ficou no clube até 2006, onde atuou em 141 jogos e marcou 31 gols.
No segundo semestre de 2006, defendeu o Goiás, por empréstimo de três meses, no Campeonato Brasileiro.
Atuou por empréstimo no primeiro semestre de 2007 no Coritiba, participando apenas de dois jogos da Série B do Campeonato Brasileiro e em 45 minutos do Campeonato Paranaense.
Encerrou a carreira em 2010, atuando no Deportivo Pereira.

### Seleção Nacional
Convocado pela Seleção Colombiana principal, entre 2003 e 2004, atuou em apenas uma partida por seu país.

## Títulos
Atlético Nacional
- Copa Interamericana: 1997
- Copa Merconorte: 1998 e 2000
- Campeonato Colombiano: 1999 e 2007 (Finalización)

Palmeiras
- Campeonato Brasileiro - Série B: 2003

Seleção Colombiana
- Campeonato Sul-Americano Sub-17: 1993

## Artilharia
- Copa Merconorte: 2000 - (6 Gols)

## Curiosidades
- Muñoz tinha o costume de ir a uma churrascaria barata perto do Palestra Itália após o horário dos treinos, a torcida começou a pegar no pé do então atacante do verdão pelo fato de o acharem fora do peso ideal para um atleta. Até que um dia foram a churrascaria em forma de protesto, e Muñoz pegou um torcedor pelo braço e disse, — "Quer saber o motivo de todos os dias eu estar aqui?." Ele falou que seu empresário roubou todo o seu dinheiro, e só tinha grana para uma única refeição por dia. Esse era o motivo de Muñoz ir a essa tal churrascaria barata diariamente.[carece de fontes?]